# Frans Wiertz
Franciscus Jozef Maria (Frans) Wiertz (Kerkrade, 2 december 1942) is een Nederlands emeritus bisschop. Van 25 september 1993 tot 2 december 2017 was hij de 23e bisschop van het bisdom Roermond, oftewel de 9e bisschop van Roermond sinds het herstel van de bisschoppelijke hiërarchie in 1853.
Zijn wapenspreuk luidt: Geef, Heer, liefde en geloof aan uw Kerk.

## Jeugd en opleiding
Wiertz werd geboren als oudste kind in een middenstandsgezin dat negen kinderen telde. Als twaalfjarige ging hij naar het kleinseminarie Rolduc in Kerkrade. In 1961 slaagde hij voor het staatsexamen gymnasium-alpha. Hij besloot niet door te stromen naar het grootseminarie omdat hij nog niet zeker was van zijn priesterroeping. Hij studeerde een jaar geschiedenis aan de Katholieke Universiteit Nijmegen, waar hij ontdekte dat het priesterschap toch zijn weg was. In 1962 begon hij zijn studie aan het filosoficum in Rolduc en Heerlen. In 1964 vervolgde hij deze studie als theologant (student in de theologie) aan het grootseminarie in Roermond.

## Kerkelijke loopbaan

### Wijdingen
- Diakenwijding:

Op 23 september 1967 door de toenmalige bisschop van Roermond Petrus Moors in de Caroluskapel van het Grootseminarie te Roermond.
- Priesterwijding:

Op 30 maart 1968 door de toenmalige bisschop van Roermond P. Moors in de Sint-Christoffelkathedraal te Roermond.
- Bisschopswijding:

Op 25 september 1993 door de aartsbisschop van Utrecht Adrianus kardinaal Simonis, de toenmalige hulpbisschop van Roermond Alphons Castermans en de toenmalige bisschop van bisdom 's-Hertogenbosch J. Ter Schure Sint-Christoffelkathedraal te Roermond.

### Priester
De bisschop van Roermond, P.J.A. Moors benoemde in 1968 de pasgewijde priester Frans Wiertz tot kapelaan van de parochie HH. Petrus en Paulus in het Zuid-Limburgse Schaesberg. Daar werd hij geconfronteerd met de sluiting van de steenkolenmijnen, waardoor een groot aantal van zijn parochianen werkloos werd. In 1977 kreeg hij een nieuwe benoeming. Bisschop Gijsen gaf hem de opdracht om in de nieuwe Maastrichtse woonwijk De Heeg een kerk te bouwen en een nieuwe geloofsgemeenschap te stichten: de parochie van de HH. Monulfus en Gondulfus. In 1981 werd hij daar geïnstalleerd als pastoor en bleef dat tot 1985. In dat jaar benoemde bisschop Gijsen hem tot deken van het dekenaat Hoensbroek en pastoor van de parochie H. Johannes Evangelist aldaar. In 1991 werd hij deken van Heerlen en volgde daarmee Jos Punt op, de latere bisschop van Haarlem. Tevens werd hij benoemd tot pastoor van de parochie H. Pancratius in Heerlen.

### Bisschop
In 1991 volgde de benoeming van Wiertz tot kanunnik van het kathedraal kapittel, waarvan hij in 1992 voorzitter werd. In januari 1993 trad Gijsen om gezondheidsreden af als bisschop van Roermond. Op 10 juli 1993 werd Frans Wiertz door paus Johannes Paulus II benoemd tot de nieuwe bisschop van Roermond.
Hij werd door het Nederlandse episcopaat aangewezen als bisschop referent van de Nederlandse kerkprovincie voor communicatie en media.
In de nieuwe liederenbundel Laus Deo, die door het bisdom tijdens zijn episcopaat in 2000 werd uitgegeven, werd nagenoeg geen enkel lied van Huub Oosterhuis opgenomen. Desgevraagd antwoordde Wiertz dat dit kwam doordat Oosterhuis "nadrukkelijk afstand had genomen van het katholieke geloof, met name het geloof in Christus." De bisschop citeerde daarbij uit een interview met Oosterhuis in VolZin uit 2002, waarin de ex-jezuïet en dichter de transsubstantiatieleer als de "truc der trucs" omschreef.
Bisschop Wiertz ontving koningin Beatrix op zondag 16 mei 2010 in audiëntie ter gelegenheid van haar bezoek aan het 450-jarige bisdom Roermond. Op 17 augustus ontving hij prins Willem-Alexander in audiëntie in de Bisschopszaal van het grootseminarie Rolduc.

### Afscheid
In oktober 2017 meldde Wiertz dat hij, conform canoniek recht, wegens het bereiken van de 75-jarige leeftijd op 2 december 2017, zijn ontslag had aangeboden aan paus Franciscus.  In overleg met Rome heeft hij zijn taken als bisschop op deze datum neergelegd. In verband met zijn oogziekte maculadegeneratie acht hij zich niet in staat om het bisdom als administrator te blijven dienen. Noch zal hij na zijn emeritaat enige andere taak vervullen binnen het bisdom.
Op 9 december 2017 heeft hij afscheid genomen als diocesaan bisschop met een viering in de Sint-Christoffelkathedraal in Roermond. Hierbij kreeg hij van commissaris van de Koning Bovens de Provinciale Erepenning uitgereikt.
Wiertz is na zijn afscheid verhuisd naar het klooster van de Zusters onder de Bogen in Maastricht. Op 8 december 2018 is Wiertz als bisschop van Roermond opgevolgd door Harrie Smeets, tot dan pastoor-deken van Venray.

### Seksueel misbruik
Evenals zijn ambtsvoorgangers Gijsen en Moors heeft Wiertz priesters die zich aan seksueel misbruik hebben schuldig gemaakt, uit de wind gehouden en heeft hij medewerking gegeven aan voortzetting van hun pastorale loopbaan.
- Wiertz benoemde in 1994 een priester als pastoor in Grevenbicht. De man was in Langeraar in opspraak geraakt vanwege misbruik. Toen daar ook meldingen over "uitspattingen" de ronde deden, verplaatste hij hem naar Sevenum en later naar Geleen. Daar ging het opnieuw fout.[9]
- Wiertz benoemde een wegens ontucht met een jongen veroordeelde pastoor in Heerlen tot pastoor in Kerkrade.[9]